# 나카하기역
나카하기역(일본어: 中萩駅 나카하기에키[*])은 일본 에히메현 니하마 시에 있는 시코쿠 여객철도 요산선의 역이다. 역 번호는 Y30이며, 상대식 승강장 2면 2선 구조의 지상역이다.

## 역 주변
- 국도 제11호선

## 역사
- 1921년 9월 21일 : 개업.
- 1987년 4월 1일 : 민영화에 따라, 시코쿠 여객철도로 이관.

## 인접 정차역
| 시코쿠 여객철도 요산선    | 시코쿠 여객철도 요산선 | 시코쿠 여객철도 요산선        |
| ------------------------- | ---------------------- | ----------------------------- |
| Y 29 니하마 다카마쓰 방면 | 요산 선                | 이요사이조 Y 31 마쓰야마 방면 |